# Université des sciences et technologies du Togo
L'université des sciences et technologies du Togo (USTTG) est une université privée d'Afrique de l'Ouest dont le siège est situé à Lomé, la capitale du Togo. L'USTTG est une institution membre du Réseau des universités des sciences et technologies d'Afrique (RUSTA).

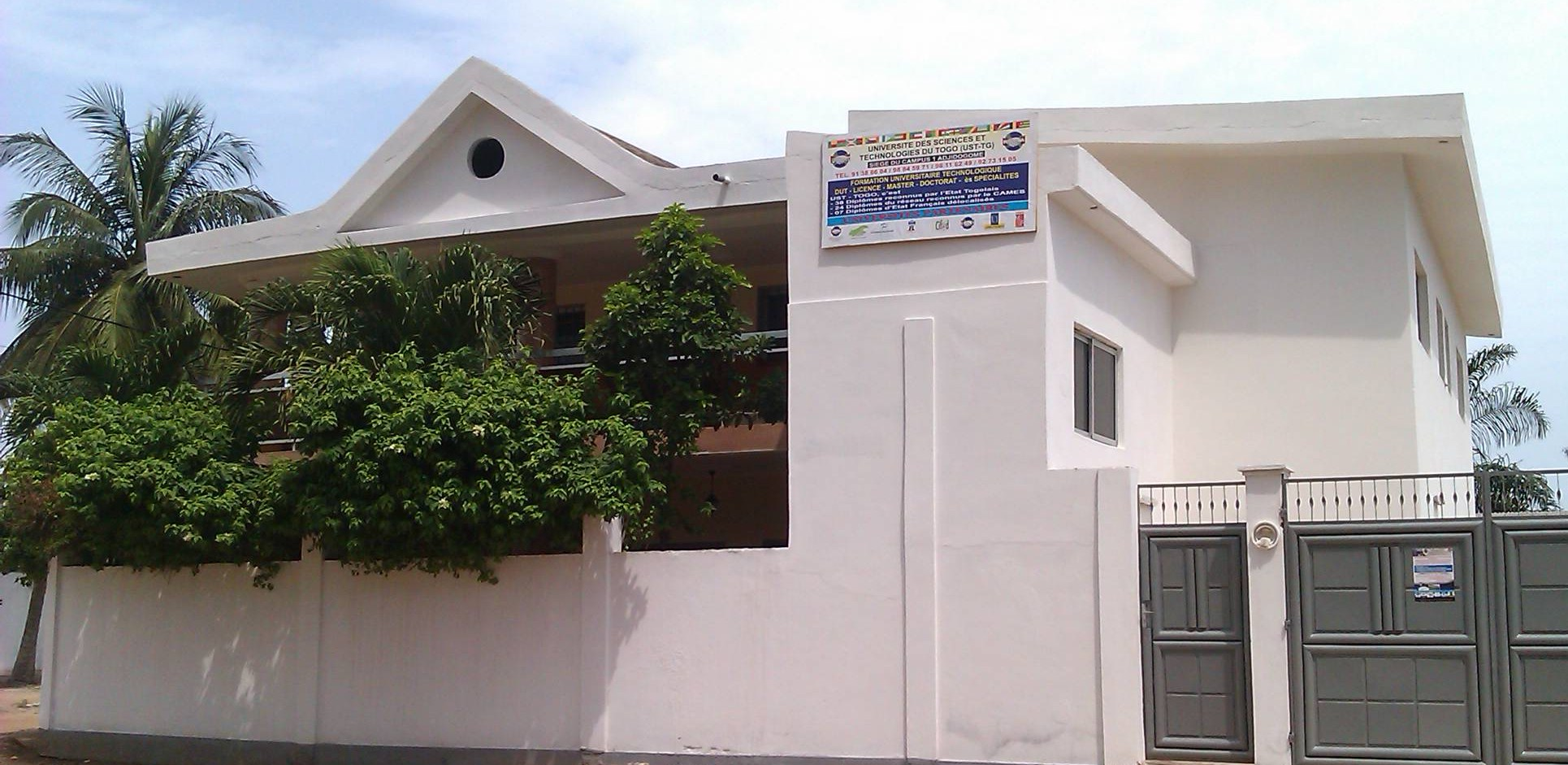
Université des sciences et technologies du Togo, campus d'Adidogomé à Lomé.

## Historique
Lancée en octobre 2012, l'université des sciences et technologies du Togo est une institution universitaire à caractère scientifique, culturel et professionnel qui dispose de la personnalité morale ainsi que d'une autonomie pédagogique, scientifique, administrative et financière. Elle concourt aux missions de l'enseignement supérieur et de la recherche scientifique par la formation initiale et continue à travers cinq facultés, un institut et un centre de recherche.
Les campus sont implantés dans les quartiers de Noukafou et d'Adidogomé.
L'université des sciences et technologies du Togo fait partie des écoles privées supérieures reconnues par l'État togolais.

## Mission
L'USTTG accorde une importance majeure à la qualité de la recherche en s'attachant au développement des liens de coopération avec la communauté scientifique internationale en vue :
- de la diffusion de la culture ;
- de l'information scientifique et technique ;
- du transfert de technologie.

## Organisation
L'USTTG est composée de cinq facultés, d'un institut et d'un centre de recherche, :

### Facultés
- Faculté des sciences juridiques, administratives et politiques ;
- Faculté des sciences économiques ;
- Faculté des sciences de gestion ;
- Faculté des sciences fondamentales et appliquées ;
- Faculté des lettres, arts et sciences sociales.

### Institut
- Institut universitaire de technologie

### Centre de recherche
- Consortium pour le management de la recherche fondamentale et appliquée en Afrique au sud du Sahara (COMREFAS)